# Tabanus alumnus
Tabanus alumnus är en tvåvingeart som beskrevs av Burton 1978. Tabanus alumnus ingår i släktet Tabanus och familjen bromsar.
Artens utbredningsområde är Thailand. Inga underarter finns listade i Catalogue of Life.